# SC 사가미하라
SC 사가미하라(일본어: SC 相模原)는 일본 가나가와현 사가미하라시를 연고로 하는 축구 클럽이다. 이 팀은 2008년에 설립되었으며, 현재 J3리그에 출전하고 있다.

## 선수 명단

### 현역
참고: FIFA 자격 규정에 따라 소속된 국가대표팀 국기를 표시합니다. 선수는 복수의 FIFA 비회원국 국적을 가지고 있을 수 있습니다.
| 번호 | 포지션 | 국적 | 이름      |
| ---- | ------ | ---- | --------- |
| 18   | DF     |      | 미키 가이 |

| 번호 | 포지션 | 국적 | 이름 |
| ---- | ------ | ---- | ---- |

## 역대 감독
| 감독              | 임기 |
| ----------------- | ---- |
| 사쓰카와 노리히로 | 2016 |
| 사쓰카와 노리히로 | 2022 |

틀:SC 사가미하라
틀:SC 사가미하라 선수 명단